# Ireån (naturreservat)
Ireån är ett naturreservat i Hangvars socken i Region Gotland på Gotland.
Området är naturskyddat sedan 2010 och är 22 hektar stort. Reservatet omfattar vattendraget med detta namn. 